# Clip show
Een clip show is een aflevering van een televisieserie die vrijwel geheel uit beeldmateriaal van eerdere afleveringen van diezelfde serie bestaat. Deze beelden worden vaak getoond als een herinnering of flashback, omgeven door een raamvertelling.

## Opzet
De meeste clip shows bevatten als verhaal dat de hoofdpersonages herinneringen ophalen aan gebeurtenissen uit eerdere afleveringen, waarna scènes van deze aflevering getoond worden. 
Een ander veelvoorkomend verschijnsel is dat een presentator de verschillende personages en gebeurtenissen beschrijft, ondersteund door beelden van die gebeurtenissen. Een voorbeeld hiervan is de één uur durende clip show van All in the Family, waarin acteur Henry Fonda de hoofdpersonages bespreekt en clips toont van deze personages. Deze versie van een clip show werd geparodieerd in The Simpsons in de 138e "The Simpsons 138th Episode Spectacular".
Een derde variant werd toegepast in een tweedelige clip show van de televisieserie Cheers, waarin alle acteurs (inclusief enkele voormalige spelers) op een toneelpodium zitten en ondervraagd worden door praatprogrammapresentator John McLaughlin over hun personages in de serie.

## Achtergrond
Hoewel clip shows de productiekosten van een serie verlagen, was dat oorspronkelijk niet hun doel. Clip shows werden bedacht in een tijd dat televisieprogramma's maar zelden meer dan één keer werden uitgezonden, waardoor kijkers die een aflevering hadden gemist toch konden zien wat er in die aflevering was gebeurd. Clip shows kregen over het algemeen sterke kijkcijfers, maar werden wel bekritiseerd vanwege hun slechte raamvertelling.
Tegenwoordig worden televisieseries bijna altijd herhaald. Fans en critici zien clip shows dan ook vaak als tekenen van luiheid of een mogelijk teken dat een serie zijn hoogtepunt gehad heeft.
Dagelijkse soapseries gebruiken vaak clip shows om een mijlpaal van de serie aan te duiden, zoals een jubileumaflevering of de dood van een personage dat al zeer lange tijd meedeed.
Clip shows krijgen tegenwoordig vaak zoveel kritiek dat producers proberen de raamvertelling om de oude scènes wat interessanter te maken, of de raamvertelling zelfs helemaal weg te laten en enkel oud beeldmateriaal te gebruiken. Daarnaast zijn er ook series die parodieën maken op clip shows door “flashbacks” te tonen van afleveringen die nooit zijn uitgezonden of zelfs helemaal niet bestaan, waardoor de clip show toch geheel uit nieuwe scènes bestaat.
Recentelijk is de clip show een instrument geworden om kijkers op de hoogte te houden van actuele gebeurtenissen, wat vooral in drama series van belang is. Een aantal recente voorbeelden hiervan zijn Lost en Battlestar Galactica. Ook animeseries gebruiken vaak clip shows indien een seizoen veel meer afleveringen bevat dan ooit kunnen worden heruitgezonden.
Af en toe worden clip shows uitgezonden vlak voor het einde van een serie, zodat de kijkers nog eenmaal terug kunnen kijken op de hoogtepunten uit de serie. Series die dit gedaan hebben zijn: Frasier, Seinfeld, Sex and the City, Friends, Everybody Loves Raymond, Cheers en Ranma ½.